# Cap Blanco

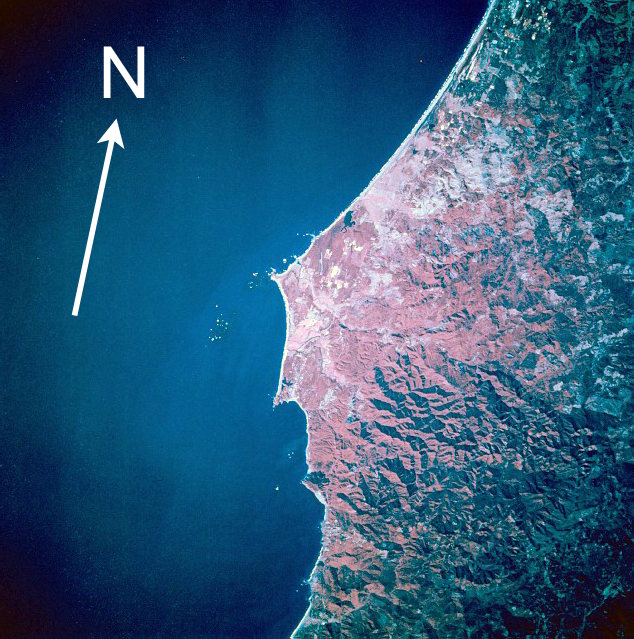
Cap Blanco

Le cap Blanco est un cap de l'Oregon, aux États-Unis. C'est avec le cap Alava le point le plus à l'ouest des États-Unis continentaux, hors Alaska.
C'est une zone devenue parc d'État où l'on trouve le phare du cap Blanco inscrit au Registre national des lieux historiques.

## Climat
| Mois                                  | jan.    | fév.    | mars    | avril   | mai     | juin    | jui.    | août    | sep.    | oct.    | nov.    | déc.    | année   |
| ------------------------------------- | ------- | ------- | ------- | ------- | ------- | ------- | ------- | ------- | ------- | ------- | ------- | ------- | ------- |
| Température minimale moyenne (°C)     | 5,3     | 5,9     | 5,5     | 6,1     | 7,6     | 9,1     | 9,7     | 10,2    | 10,1    | 9       | 7,3     | 5,9     | 7,6     |
| Température moyenne (°C)              | 7,8     | 8,5     | 8,1     | 8,8     | 10,1    | 11,5    | 12,1    | 12,7    | 12,6    | 11,6    | 9,9     | 8,5     | 10,2    |
| Température maximale moyenne (°C)     | 10,4    | 11      | 10,7    | 11,4    | 12,6    | 13,9    | 14,4    | 15,1    | 15,2    | 14,3    | 12,6    | 11,1    | 12,7    |
| Record de froid (°C) date du record   | −7 1962 | −6 1956 | −4 1975 | −4 1975 | 1 1955  | 1 1975  | 5 1955  | 4 1958  | 4 1970  | 4 1956  | −2 1955 | −8 1972 | −8 1972 |
| Record de chaleur (°C) date du record | 24 1976 | 22 1968 | 24 1969 | 23 1959 | 24 1956 | 22 1958 | 24 1976 | 22 1970 | 26 1952 | 29 1958 | 22 1967 | 21 1972 | 29 1958 |
| Précipitations (mm)                   | 349     | 238,8   | 241     | 127,8   | 80,8    | 35,8    | 11,7    | 34,8    | 53,1    | 133,4   | 285,5   | 335,5   | 1 926,8 |
| dont neige (cm)                       | 0,76    | 0       | 0       | 0       | 0       | 0       | 0       | 0       | 0       | 0       | 0       | 0       | 0,76    |
| Nombre de jours avec précipitations   | 19      | 16      | 17      | 13      | 10      | 7       | 3       | 4       | 6       | 10      | 17      | 19      | 140     |

| Diagramme climatique                                  |            |            |              |             |             |             |              |              |            |              |              |
| J                                                     | F          | M          | A            | M           | J           | J           | A            | S            | O          | N            | D            |
| 10,45,3349                                            | 115,9238,8 | 10,75,5241 | 11,46,1127,8 | 12,67,680,8 | 13,99,135,8 | 14,49,711,7 | 15,110,234,8 | 15,210,153,1 | 14,39133,4 | 12,67,3285,5 | 11,15,9335,5 |
| Moyennes : • Temp. maxi et mini °C • Précipitation mm |            |            |              |             |             |             |              |              |            |              |              |

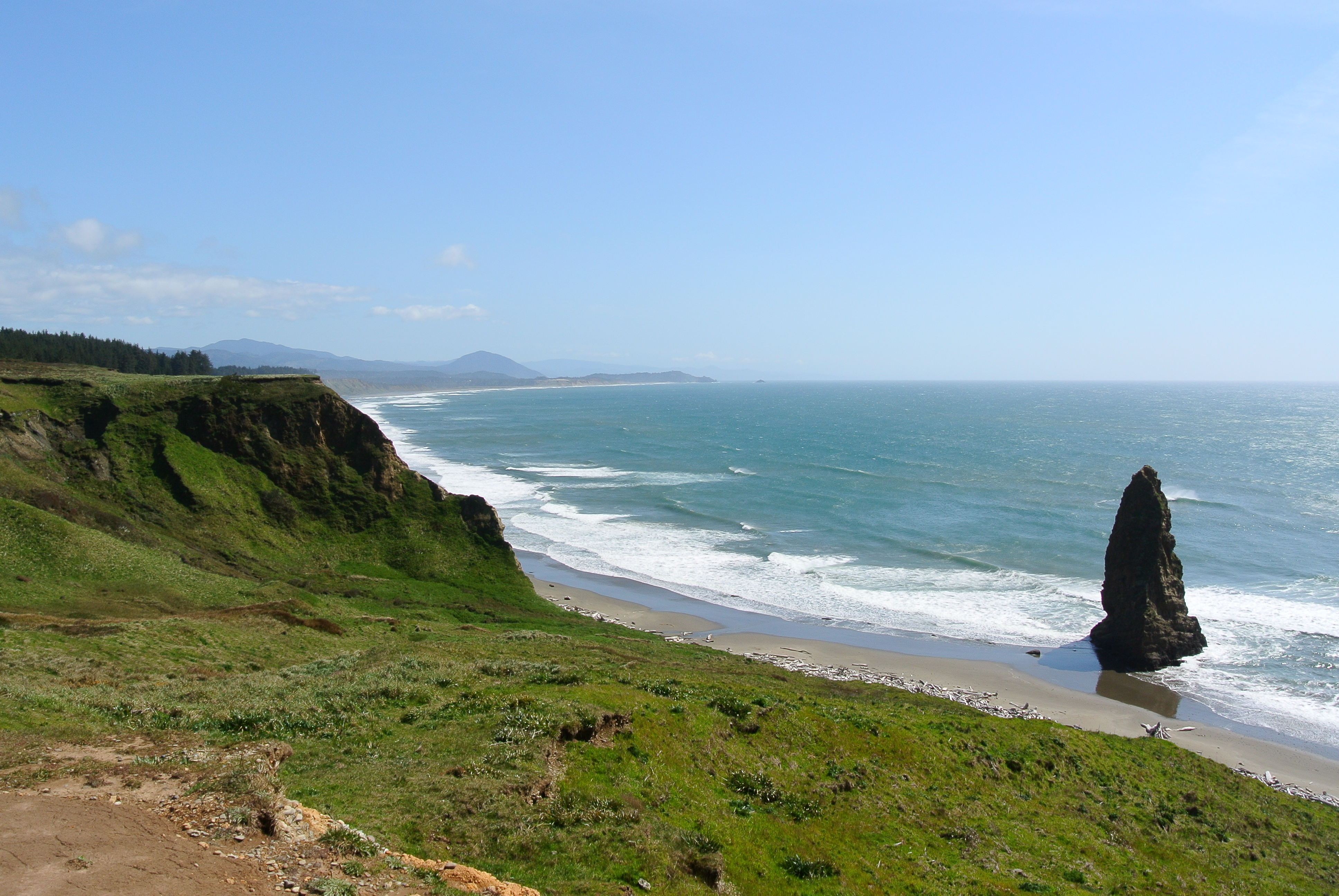
Vue en direction du sud depuis le cap Blanco, Port Orford Heads State Park et Humbug Mountain à l'arrière-plan.
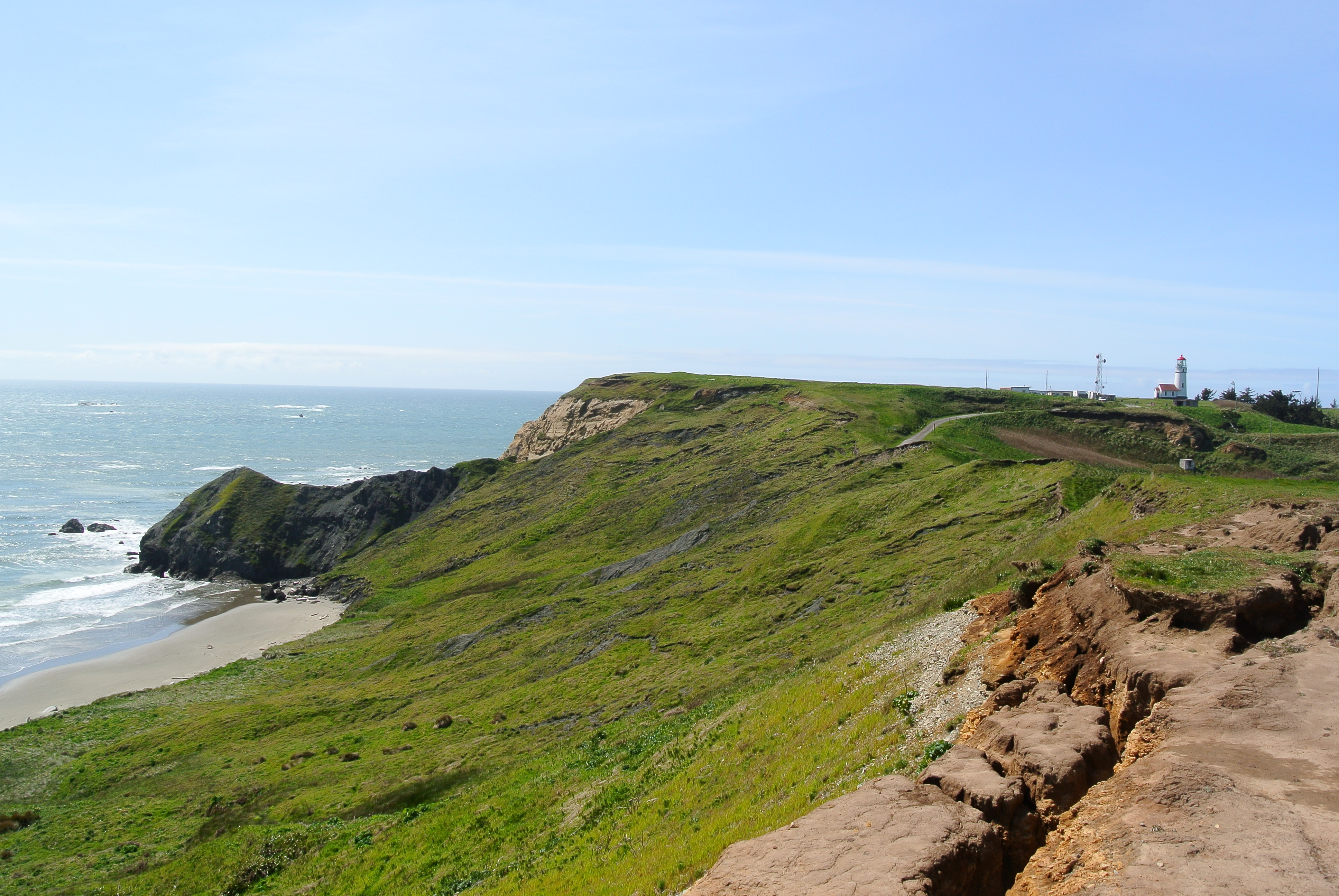
Le cap et son phare.
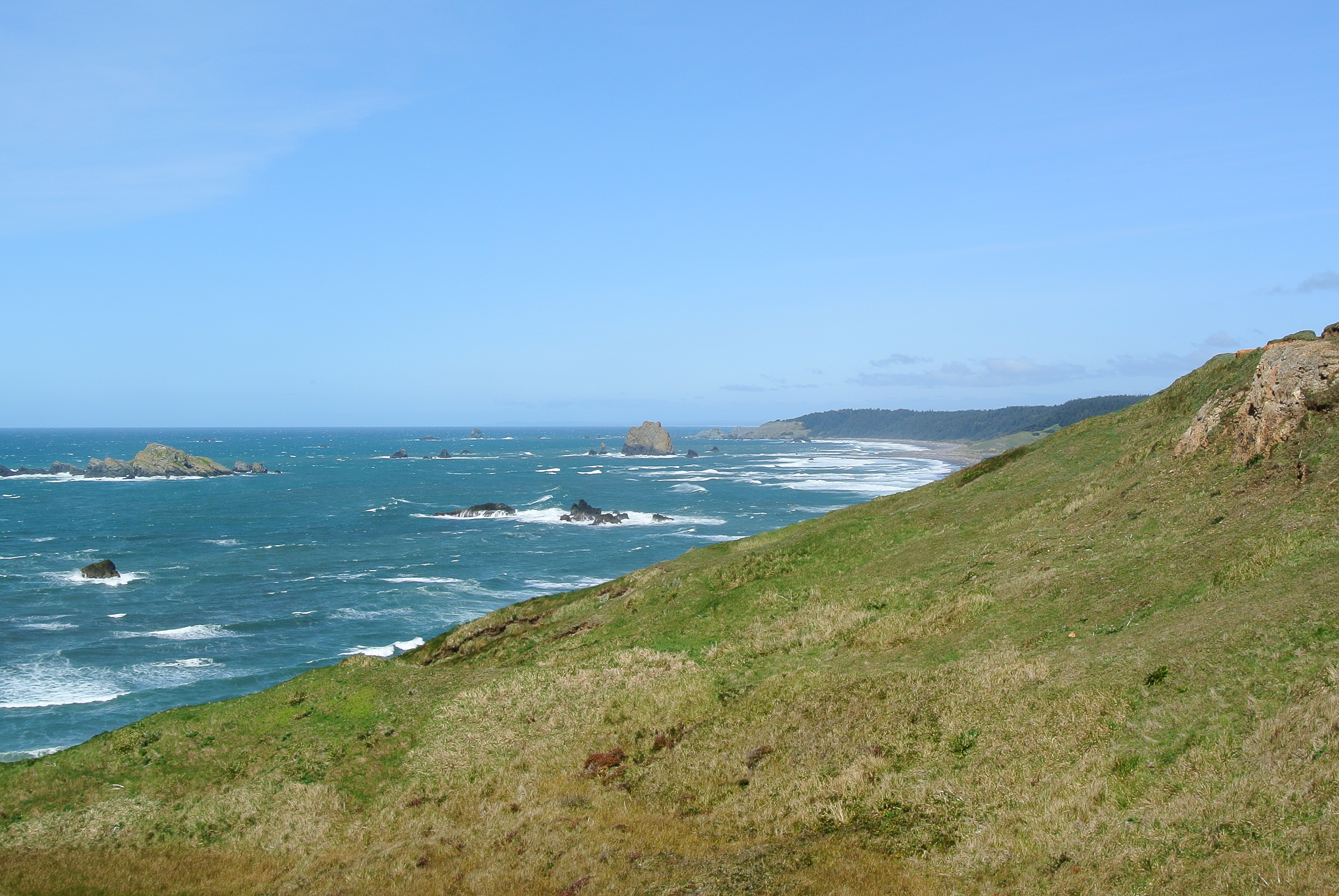
Vue en direction du nord,Gulf Rock, Castle Rock et Floras Lake State Park.